# Championnat d'Afrique du Sud de Formule 1 1962
Navigation
1961 1963
Le Championnat d'Afrique du Sud de Formule 1 1962 est la 10e saison du Championnat d'Afrique du Sud des pilotes et la 2e avec des monoplaces de type Formule 1. Bien que non organisée par la FIA, les monoplaces suivaient la réglementation officielle.
Les trois premières courses se déroulent en décembre 1961.
Ernie Pieterse remporte le titre de champion d'Afrique du Sud.

## Résultats
| no | Date        | Course                      | Lieu             | Vainqueur       | Écurie        | Pole position   | Record du tour | Résumé |
| -- | ----------- | --------------------------- | ---------------- | --------------- | ------------- | --------------- | -------------- | ------ |
| 1  | 9 décembre  | Grand Prix du Rand          | Kyalami          | Jim Clark       | Team Lotus    | Jim Clark       | Jo Bonnier     | Résumé |
| 2  | 17 décembre | Grand Prix du Natal         | Westmead         | Jim Clark       | Team Lotus    | Jim Clark       |                | Résumé |
| 3  | 27 décembre | Grand Prix d'Afrique du Sud | East London      | Jim Clark       | Team Lotus    | Jim Clark       | Jim Clark      | Résumé |
| 4  | 2 janvier   | Grand Prix du Cap           | Killarney        | Trevor Taylor   | Team Lotus    | Jim Clark       | Jim Clark      | Résumé |
| 5  | 17 mars     | Kyalami F1                  | Kyalami          | John Love       | AH Pillman    |                 |                |        |
| 6  | 7 avril     | Pietermaritzburg F1         | Pietermaritzburg | Ernest Pieterse | Scuderia Alfa |                 |                |        |
| 7  | 23 avril    | Westmead F1                 | Westmead         | Ernest Pieterse | Scuderia Alfa |                 |                |        |
| 8  | 30 juin     | Kyalami F1                  | Kyalami          | Ernest Pieterse | Scuderia Alfa |                 |                |        |
| 9  | 9 juillet   | East London F1              | East London      | Ernest Pieterse | Scuderia Alfa | Ernest Pieterse |                |        |
| 10 | 15 juillet  | Westmead F1                 | Westmead         | Doug Serrurier  | Scuderia Alfa |                 |                |        |
| 11 | 10 août     | Kyalami F1                  | Kyalami          | Ernest Pieterse | Scuderia Alfa | Ernest Pieterse |                |        |
| 12 | 10 novembre | Kyalami F1                  | Kyalami          | Gary Hocking    | Gary Hocking  | Gary Hocking    |                |        |

## Référence
Résultats de la saison sur Motorsportmagazine